# محطة قطار التلاغمة
محطة التلاغمة هي محطة قطار في الجزائر تقع على أراضي بلدية التلاغمة في ولاية ميلة.

## وضع السكك الحديدية
تقع المحطة جنوب شرق مدينة التلاغمة على خط الجزائر إلى سكيكدة حيث تسبقها محطة تاجنانت ويتبعها محطة القراح [الفرنسية].

## تاريخ

### الخدمات
تُخدم محطة التلاغمة بالقطارات الرئيسية من خلال: 
- الجزائر – عنابة
- الجزائر – تبسة .